# Corythopis delalandi
Corythopis delalandi là một loài chim trong họ Tyrannidae.

## Hình ảnh

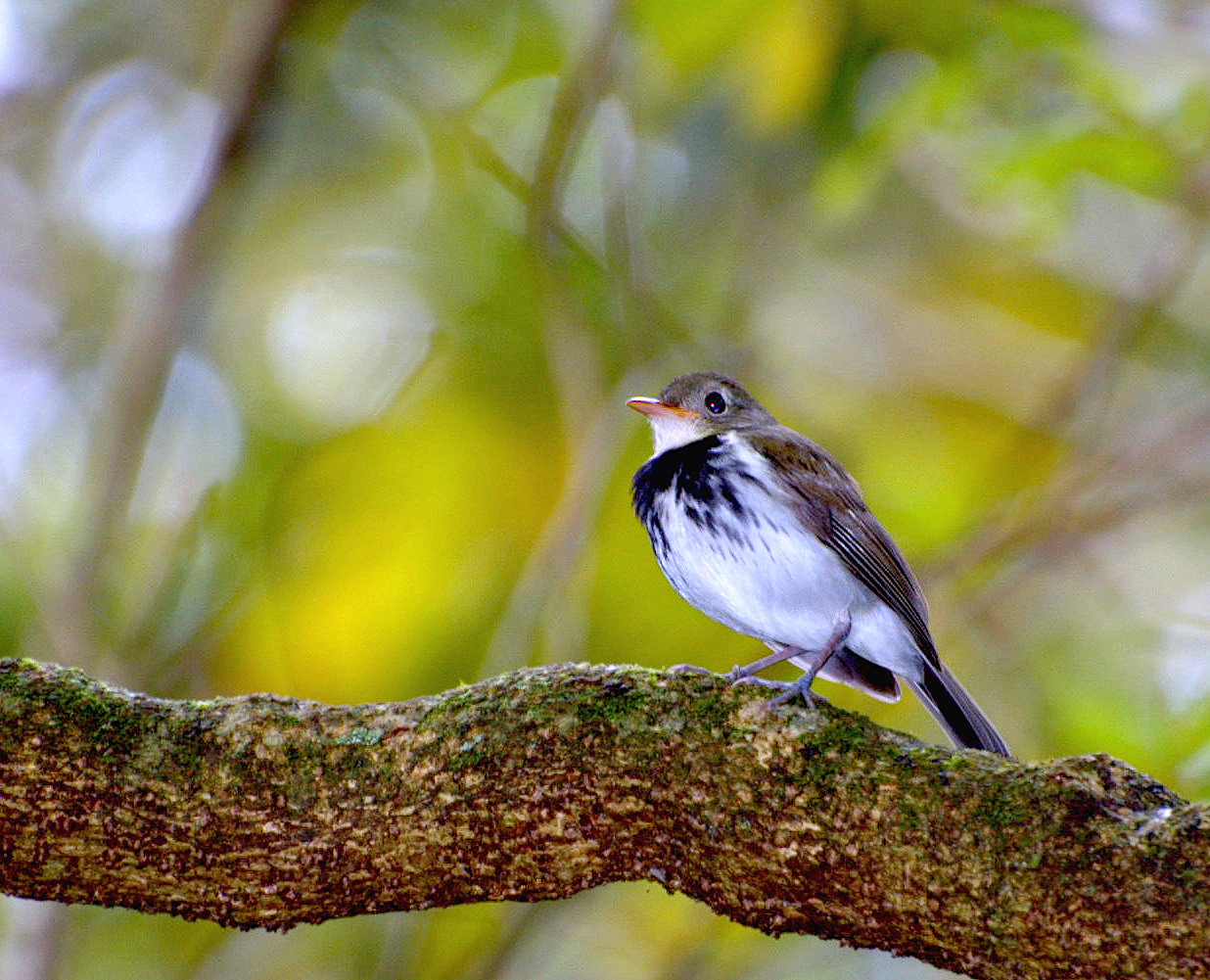
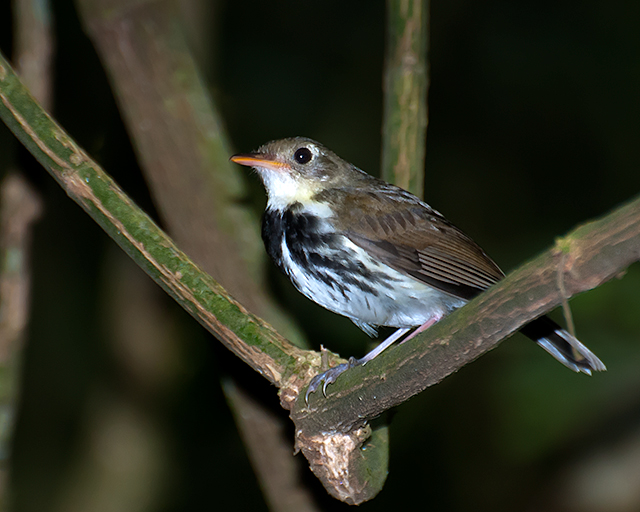